# Benji Michel
Benjamin Stanley Michel (Orlando, Florida, 23 de octubre de 1997) es un futbolista estadounidense. Juega de delantero y su equipo es el HJK Helsinki de la Veikkausliiga.

## Trayectoria

### Inicios
Michel creció en Orlando, Florida, y formó parte de las inferiores del Orlando City. Como unveristario, asistió a la Universidad de Portland y jugó 53 encuentros y anotó 31 goles con los Portland Pilots. Entre 2016 y 2018 jugó para el Portland Timbers sub-23 de la USL PDL.

### Orlando City
El 31 de diciembre de 2018 el Orlando City anunció el fichaje de Michel como jugador de cantera. Debutó profesionalmente el 31 de marzo de 2019 en la derrota por 2-1 contra el D.C. United. Anotó su primer gol para Orlando el 19 de junio en el tiempo extra de la victoria por 2-1 al New England Revolution en la US Open Cup.

## Selección nacional
Michel nació en Orlando, Florida, y es hijo de padres haitianos. El 12 de marzo de 2019 recibió su primera llamada por parte de la selección de Haití, sin embargo el jugador la declinó. El 20 de mayo de 2019 fue nombrado en la lista preliminar de Haití para la Copa de Oro de 2019. En junio de 2019, Michel fue citado por Jason Kreis a una concentración de la selección de Estados Unidos sub-23.

## Estadísticas
Actualizado al último partido disputado el 7 de marzo de 2020.
| Club                          | Div.          | Temporada     | Liga  | Liga  | Copas nacionales | Copas nacionales | Copas internacionales | Copas internacionales | Total | Total |
| Club                          | Div.          | Temporada     | Part. | Goles | Part.            | Goles            | Part.                 | Goles                 | Part. | Goles |
| ----------------------------- | ------------- | ------------- | ----- | ----- | ---------------- | ---------------- | --------------------- | --------------------- | ----- | ----- |
| Orlando City Estados Unidos   | 1.ª           | 2019          | 17    | 5     | 3                | 1                | ―                     | ―                     | 20    | 6     |
| Orlando City Estados Unidos   | 1.ª           | 2020          | 26    | 6     | ―                | ―                | ―                     | ―                     | 26    | 6     |
| Orlando City Estados Unidos   | 1.ª           | 2021          | 35    | 4     | ―                | ―                | ―                     | ―                     | 35    | 4     |
| Orlando City Estados Unidos   | 1.ª           | 2022          | 32    | 1     | 4                | 2                | ―                     | ―                     | 36    | 3     |
| Orlando City Estados Unidos   | Total club    | Total club    | 110   | 16    | 7                | 3                | 0                     | 0                     | 117   | 19    |
| F. C. Arouca Portugal         | 1.ª           | 2022-23       | 12    | 1     | 1                | 0                | ―                     | ―                     | 13    | 1     |
| F. C. Arouca Portugal         | 1.ª           | 2023-24       | 5     | 0     | 1                | 0                | 0                     | 0                     | 6     | 0     |
| F. C. Arouca Portugal         | Total club    | Total club    | 17    | 1     | 2                | 0                | 0                     | 0                     | 19    | 1     |
| Real Monarchs Estados Unidos  | 3.ª           | 2024          | 2     | 0     | ―                | ―                | ―                     | ―                     | 2     | 0     |
| Real Monarchs Estados Unidos  | Total club    | Total club    | 2     | 0     | 0                | 0                | 0                     | 0                     | 2     | 0     |
| Real Salt Lake Estados Unidos | 1.ª           | 2024          | 2     | 0     | ―                | ―                | 2                     | 0                     | 4     | 0     |
| Real Salt Lake Estados Unidos | Total club    | Total club    | 2     | 0     | 0                | 0                | 2                     | 0                     | 4     | 0     |
| HJK Helsinki · Finlandia      | 1.ª           | 2025          | 0     | 0     | 0                | 0                | 0                     | 0                     | 0     | 0     |
| HJK Helsinki · Finlandia      | Total club    | Total club    | 0     | 0     | 0                | 0                | 0                     | 0                     | 0     | 0     |
| Total carrera                 | Total carrera | Total carrera | 131   | 11    | 9                | 3                | 2                     | 0                     | 142   | 20    |
| 1. 2.                         |               |               |       |       |                  |                  |                       |                       |       |       |